# Andorra Telecom
Andorra Telecom es una empresa pública de telecomunicaciones del Principado de Andorra.
Es la única compañía en el país que ofrece servicios de telecomunicaciones, como telefonía fija y móvil, internet y televisión de pago. También es la encargada de distribuir y emitir las señales de la televisión digital terrestre y la radio en Andorra, además de gestionar el dominio de nivel superior territorial del principado, .ad. La empresa es propiedad del Gobierno de Andorra y opera en régimen de monopolio.

## Historia
Las telecomunicaciones en Andorra estaban presentes mucho antes de la creación de Andorra Telecom y de su predecesor, el Servicio de Telecomunicaciones de Andorra (STA). En 1892 se envió el primer telegrama, y los primeros teléfonos se instalaron en 1904.
El Servicio de Telecomunicaciones de Andorra se creó en 1967, el mismo año en que se inauguró la primera central telefónica automática del país. En 1975 se aprobaron sus estatutos.
En 1994, la Unión Internacional de Telecomunicaciones asignó el prefijo +376 a Andorra, siendo el STA el encargado de su explotación. En 1995, el STA comenzó a ofrecer servicios de internet y telefonía móvil GSM, y en el año 2000 inició la oferta de ADSL.
En 2014 se aprobó la refundación como Andorra Telecom, SAU.
En diciembre de 2016, puso en funcionamiento la incubadora y aceleradora de empresas NIU, ubicada en el edificio Els Arcs de la Massana. En 2017 surgieron un proyecto de una aplicación móvil, una empresa de un emprendedor francés y, más tarde ese mismo año, un videojuego.
También en diciembre de 2016, Andorra Telecom apagó la red de telefonía fija e internet por cobre, siendo uno de los primeros países en completar la migración a tecnología basada en fibra óptica hasta el hogar.
En enero de 2022, la compañía sufrió el ataque de denegación de servicio más grande en la historia de la red andorrana, lo que afectó el servicio de internet en todo el país.

## Servicios
Andorra Telecom ofrece los siguientes servicios comerciales:
- Telefonía fija
- Telefonía móvil
- Acceso a internet
- Televisión de pago, revendiendo para el mercado andorrano la plataforma española Movistar Plus+

También se encarga de prestar los siguientes servicios de carácter público:
- Emisión de las señales de televisión digital terrestre del Principado, de Andorra Televisió y de una selección de canales españoles (incluidos catalanes), franceses y de otros internacionales
- Emisión de las señales de radio por FM y DAB
- Gestión del dominio .ad, del plan de numeración telefónica nacional y del prefijo +376
- Gestión de la red de emergencias basada en tecnología TETRA